# Humanitas divergit
Humanitas divergit (en latín, la humanidad se separa/diverge), término acuñado por Descartes para hacer referencia a una de sus Ideae Idyllicae, que consistía en que si todo el mundo sin excepción deseara en el fondo de su corazón algo, una fuerza mayor haría que se cumpliese. Naturalmente, concluyó que al menos habría alguien que, por cualquier causa, no lo hiciera, por lo que esta idea idílica nunca se llevaría a cabo. Denominó al hecho del desacuerdo humano eterno el Humanitas divergit, actualmente referido a la falta de unanimidad en una votación en la que una de las posturas es de sentido común.
- Datos: Q5904811